# Editorial Rosa Winkel
El Verlag rosa Winkel («Editorial Rosa Winkel») fue la primera editorial de la posguerra en el área de lengua alemana que se dedicó específicamente a temas homosexuales. fue fundada en 1975 en Berlín con la intención de poner a disposición del movimiento LGBT textos relevantes a su lucha. Más tarde, publicó sobre todo textos de importancia histórica para homosxuales y lesbianas.
El triángulo rosa era la forma de marcar a los presos homosexuales en los campos de concentración durante la II Guerra Mundial y el símbolo del movimiento gay en la Europa de los años 70.

## Historia de la editorial
La editorial Rosa Winkel fue fundada en 1975 por Volker Bruns y Peter von Hedenström, ambos miembros del Homosexuelle Aktion Westberlin (HAW). Peter von Hedenström también fundaría en noviembre de 1978, junto con Christian von Maltzahn, Lothar Lang y Michael Keim, la primera librería te temática gay de Alemania, Prinz Eisenherz. El objetivo de la editorial era posibilitar la edición de textos y libros sobre temas homosexuales que no tenían prácticamente posibilidades de publicación en el ambiente pequeñoburgués de la época. En los primeros años cambió la dirección de la editorial y durante algún tiempo perteneció a Elmar Kraushaar y Erich Hoffmann. A partir de 1978, Egmont Fassbinder tomó la dirección de la editorial, hasta 1981 junto con Hans Hütt. Egmont Fassbinder era una de las principales dirigentes del movimiento gay de Berlín, ha se había organizado en el HAW.
En 2001 se publicó el último título de la editorial y en 2005 se eliminó la sociedad limitada del registro de sociedades.
La editorial Männerschwarm continuó en 2001 con el tomo 26 la colección Bibliothek rosa Winkel, dedicada principalmente a los textos históricos LGBT, tanto literarios como ensayísticos. En 2006/2007, la editorial absorbió el fondo de la editorial, por lo que los libros vuelven a estar disponibles.

## Obras publicadas
El primer y único libro que se publicó el año de la fundación fue Tuntenstreit. Theoriediskussion der Homosexuellen Aktion Westberlin («Pelea de mariquitas. Discusión teórica de Homosexuellen Aktion Westberlin»). En 1976 se editó Hoffentlich sind die Jungs auch pünktlich, una pequeña obra sobre la representación y autorepresentación del chiste homosexual. Además de obras sobre las discusiones teóricas del movimiento gay, se publicaron sobre todo clásicos del primer movimiento homosexual anteriores a la II Guerra Mundial, a menudo comentados y con introducciones informativas. Entre los autores publicados se encuentran Heinrich Hössli, Karl Heinrich Ulrichs, Karl Maria Kertbeny y Magnus Hirschfeld, los pioneros del primer movimiento homosexual, así como novelas como Die Sünde von Sodom, las supuestas memorias de un chapero victoriano, y obras de Elisarion von Kupffer y John Henry Mackay.
Muchas obras aparecieron en la colección Bibliothek Rosa Winkel, aparecida en 1991 y dirigida por el historiador Wolfram Setz. Otras colecciones eran Homosexualität und Literatur («Homosexualidad y literatura»), Sozialwissenschaftliche Studien zu Homosexualität («Estudios sociológicos sobre la homosexualidad»), Hefte des Schwulen Museums («Cuadernos del Museo Gay»), Klappentexte («Textos de los váteres públicos»), Lebensgeschichten («Bibliografías»), Schwule Texte («textos gais»), así como Aus dem Archiv der Schwulenbewegung («Del archivo del movimiento gay»).
Entre los libros de ensayo, editaron en 1978 la primera guía de salud para gais, Sumpf Fieber. Medizin für schwule Männer. («Malaria. Medicina para hombres gais.»), que fue reeditada en diversas ocasiones. En 1982 le siguió Recht schwul: Rechtsratgeber für Schwule. («Bastante gay: guía legal para gais.») Más tarde se publicaron importantes trabajos científicos, como por ejemplo la monografía Die Verfolgung der Homosexuellen in der NS-Zeit. Zahlen und Schicksale aus Norddeutschland («La persecución de los homosexuales durante el nazismo. Cifras y destinos de Alemania del norte.») de Rainer Hoffschildt, y otras obras sobre la homosexualidad durante el nazismo, el trabajo de Hubert Kennedy sobre la revista Der Kreis–Le Cercle–The Circle y algunas obras de Volkmar Sigusch.
El programa de narrativa incluía a renombrados autores y obras internacionales de Yves Navarre, Felix Rexhausen, Elmar Kraushaar y Michael Sollorz.
También se publicaron obrashumorísticas y de entretenimiento. Entre ellas, diversas ediciones del clásico Elvira auf Gran Canaria («Elvira en Gran Canarias») de Elvira Klöppelschuh (seudónimo de Hans-Georg Stümke), una especie de guía turística con una actitud crítica y burlona de la vida y el ambiente gay. En 1981, el mismo año de la publicación Berlin von hinten de la editorial Bruno Gmünder, publicaron Hamburg ahoi! Der schwule Lotse durch die Hansestadt («¡Hola Hamburgo! El piloto gay por la ciudad hanseática.»).
La editorial Rosa Winkel también publicó los primeros tebeos de temática gay, teniendo en cuenta que hasta el momento sólo habían aparecido en revistas gais o underground. Así, en 1981, se publicó SchwulComix de Ralf König, con una tirada de 2000 ejemplares, que en la actualidad es un objeto de coleccionista. Bajo el mismo título se publicaron dos tomos más, que se volvieron a editar en conjunto la década de 1990 con el título Sahneschnittchen. También en 1981 publicaron un cómic experimental titulado Comic Trips, de Wolf Müll, seudónimo de Wolfgang Müller. 
El último libro se publicó en 2001, Das Mutterhaus («La casa matriz»), un recorrido histórico sobre el Hotel Deutsche Eiche, uno de los lugares de encuentro del ambiente gay más antiguos de Múnich.